# Thor Lange (digter)
 For alternative betydninger, se Thor Lange. (Se også artikler, som begynder med Thor Lange)
Thor Næve Lange (født 9. april 1851 i København, død 22. februar 1915 på Napadivka godset i Napadivka i guvernementet Podolsk  i Det Russiske Kejserrige, nu Vinnitsja oblast i Ukraine) var en dansk digter, oversætter, konsul, statsråd og professor. Han blev student i 1869, tog filologisk embedseksamen i 1874 og havde allerede da bidraget til litteraturen med oversættelser af vers til antologier. 
Efter opfordring rejste han til Sankt Petersborg for at blive lærer i latin og græsk og året efter til Moskva. Her giftede han sig i 1883 med en russisk adelsdame, Natalie Protopopov, hvis landejendom i Ukraine han ledede med stor dygtighed. I 1889 blev han optaget i den russiske adel. Skønt han levede i Rusland til sin død og ikke følte sig videre påskønnet i sit fædreland, forblev han dansk statsborger og bevarede kontakten med det danske sprog gennem en udstrakt brevveksling med danskere, gennem sit forfatterskab af prosa og på vers og gennem sine oversættelser af slaviske værker til dansk.
Thor Lange blev begravet i Protopopov-familiens gravsted i Napadivka. I 1920'erne blev Lange genbegravet på Vestre Kirkegård i København og fik en gravsten med indskriften "DANMARKS TRO SØN, THOR LANGE".

## Thor Langes mindesmærker
Thor Lange drømte om et Danmark i lyset af Valdemarernes storhedstid, og hans hjemlængsel og nationalromantiske drømme inspirerede ham til at rejse en række mindesmærker i Danmark, dels på steder for markante nationale begivenheder, dels over personer, som efter hans vurdering ikke var tilstrækkeligt agtede i fædrelandet. 
De danske indtægter fra hans forfatterskab blev anvendt hertil, og i årenes løb blev det til en række mindesmærker, alle udført i samarbejde med professor Camillus Nyrop og efter forlæg af danske billedkunstnere.
Mindesmærkerne omfatter:
- Erik Klipping-korset ved Finderup Lade, 1891
- Svend Grathe-korset (Grathe-stenen) på Grathe Hede, 1892
- Magnus den Gode-stenen i Skibelund Krat, 1898
- Knud Lavard-korset ved Haraldsted, 1902
- Snubbe-korset mellem Herstedvester og Sengeløse, 1905
- Dronning Dagmar-stenen ved Dagmarkilden i Vitten Sogn, 1906
- Erik Ejegod-stenen ved Borgvold ved Viborg, 1915

Desuden lod han opsætte mindetavler i flere kirker som i Helsinge kirke over reformationstidens teolog Christiern Pedersen, der oversatte Biblen til dansk. Ved Bjarup Ødekirke lod han et jernkors tegnet af Gerhardt Poulsen rejse i 1915.
Efter Thor Langes død lod hans russiske enke udføre mindetavle over Dronning Dagmar i Ringsted Kirke og en sten ved Øm Kloster over biskop Gunner, der anses for at være "forfatter" til Jydske Lov.
- Grathe-stenen
- Magnusstenen
- Knud Lavard-korset
- Jernkorset ved Bjarup Ødekirke
- Dronning Dagmar-stenen nær Vitten
- Dronning Dagmars mindefresko i Ringsted Kirke

## Udgivelser
- 1872 – Debut: i Vers og prosa fra yngre forfattere (antologi)
- 1874 – Debut i bogform: Euterpe
- 1882 – Fra Rusland, rejsebog og digte
- 1887 – En Maaned i Orienten, rejsebog
- 1890 – Skizzer og Phantasier, essay m.m.
- 1892 – Svjatopolk, skuespil
- 1894 – Grev Alexiej Tolstoj, et Bidrag til Den russiske Litteraturs Historie i vort Aarhundredes tredie Fjerdedel disputats
- 1899 – Tolv Baumbachske Eventyr i Efterligning
- 1907 – I danske Farver, forteællinger m.m.
- 1915 – Udvalgte Digte
- 1917 – Langt borte, skitser m.m.
- 1918 – Mangesteds fra, skitser m.m.